# Kim Jun-ho (Fechter)
Kim Jun-ho (* 26. Mai 1994) ist ein südkoreanischer Säbelfechter.

## Erfolge
Kim Jun-ho wurde viermal in Folge mit der südkoreanischen Equipe Weltmeister: 2017 in Leipzig, 2018 in Wuxi, 2019 in Budapest und 2022 in Kairo. 2018 gewann er außerdem im Einzel die Bronzemedaille. Bei Asienspielen sicherte er sich 2018 in Jakarta mit der Mannschaft ebenfalls Gold, wie auch schon dreimal bei Asienmeisterschaften. 2016 in Wuxi, 2017 in Hongkong und 2019 in Tokio gelang ihm mit der Mannschaft jeweils der Titelgewinn. Hinzu kommen drei Bronzemedaillen, davon zwei im Einzel, die er 2017 und 2018 gewann. Bei den 2021 ausgetragenen Olympischen Spielen 2020 in Tokio gewann Kim mit der Mannschaft die Goldmedaille und wurde Olympiasieger. Bei den 2023 ausgetragenen Asienspielen 2022 in Hangzhou sicherte er sich mit der Mannschaft erneut den Gewinn der Goldmedaille.